# Agathomyia zonula
Agathomyia zonula är en tvåvingeart som beskrevs av Shatalkin 1982. Agathomyia zonula ingår i släktet Agathomyia och familjen svampflugor. Inga underarter finns listade i Catalogue of Life.